# Grudzień 2009

## 1 grudnia2009
- W Unii Europejskiej zaczęły obowiązywać ustalenia traktatu lizbońskiego[1].
- Lionel Messi został laureatem Złotej Piłki France Football. Drugie miejsce zajął Cristiano Ronaldo, trzecie Xavi.[2]

## 3 grudnia2009
- Nieudany zamach na życie przywódcy gwinejskiej junty wojskowej, Moussę Dadis Camarę[3].

## 4 grudnia2009
- W wieku 81 lat zmarł Wiaczesław Tichonow – odtwórca roli Stirliza w serialu „Siedemnaście mgnień wiosny”[4].
- Ponad 100 osób zginęło w pożarze w Permie[5].

## 6 grudnia2009
- II turę wyborów prezydenckich w Rumunii, wbrew sondażom, wygrał  urzędujący prezydent, Traian Băsescu[6].
- W wyborach generalnych w Boliwii zwyciężył prezydent Evo Morales oraz jego partia, Ruch na rzecz Socjalizmu[7].

## 7 grudnia2009
- Mołdawski parlament, po raz drugi w ciągu roku, nie zdołał dokonać wyboru nowego prezydenta kraju[8].

## 10 grudnia2009
- W wieku 83 lat zmarł Henryk Groszyk, polski prawnik, profesor zwyczajny nauk prawnych, członek Trybunału Stanu od 1982 do 1985 oraz sędzia Trybunału Konstytucyjnego w latach 1985-1993[9].

## 13 grudnia2009
- Sebastián Piñera zwyciężył w I turze wyborów prezydenckich w Chile[10].

## 18 grudnia2009
- Skradziono napis Arbeit macht frei znad bramy wejściowej do byłego obozu koncentracyjnego Auschwitz-Birkenau[11].

## 19 grudnia2009
- Nowym prymasem Polski został abp Henryk Muszyński[12].
- Papież Benedykt XVI podpisał dekret o męczeństwie ks. Jerzego Popiełuszki i dekret o heroiczności cnót Jana Pawła II. Jest to kolejny krok na drodze do uznania świętości Papieża Jana Pawła II.[13]
- Zmarł Kim Peek, który zainspirował twórców filmu „Rain Man”[14].

## 20 grudnia2009
- W wieku 32 lat zmarła amerykańska aktorka Brittany Murphy w wyniku zatrzymania akcji serca[15].

## 26 grudnia2009
- W wieku 79 lat zmarł Yves Rocher – francuski przemysłowiec i szef imperium kosmetycznego noszącego jego nazwisko[16].

## 31 grudnia2009
- Tytuły szlacheckie z rąk królowej Elżbiety II otrzymali: reżyser Peter Jackson oraz aktor Patrick Stewart[17].